# Almir (ur. 1967)
Almir, właśc. Almir de Souza Fraga (ur. 26 marca 1967 w Porto Alegre) – brazylijski piłkarz, występujący na pozycji napastnika.

## Kariera klubowa
Almir rozpoczął piłkarską karierę w Grêmio Porto Alegre w 1988 roku. W latach 1990–1993 grał w Santosie FC. W 1994 roku został zawodnikiem japońskiego Bellmare Hiratsuka. W 1995 powrócił do ojczyzny do São Paulo FC.
W latach 1997–1999 grał w Clube Atlético Mineiro, SE Palmeiras i SC Internacional. W sezonie 1999/2000 był zawodnikiem tureckiego Gaziantepsporu.
W 2000 roku był zawodnikiem Sport Recife, z którym mistrzostwo stanu Pernambuco – Campeonato Pernambucano w 2000 roku. W 2001 roku grał w AD São Caetano, Fluminense FC.
W latach 2002–2004 grał w meksykańskich klubach Gallos Blancos Querétaro, Atlas Guadalajara i Lobos de la BUAP. Później grał w kilku klubach, jednakże nie odniósł większych sukcesów i 2008 roku zakończył karierę jako zawodnik Mogi Mirim EC.

## Kariera reprezentacyjna
Almir ma za sobą powołania do reprezentacji Brazylii, w której zadebiutował 13 grudnia 1990 w zremisowanym 0-0 towarzyskim meczu z reprezentacją Meksyku. W 1993 roku wystąpił w Copa América 1993. Na turnieju wystąpił tylko w rozegranym 27 czerwca 1993 w meczu z Argentyną, który był jego ostatnim meczem w reprezentacji. Ogółem w reprezentacji rozegrał 6 meczów.